# Trachyplax arctica
La trachiplace (Trachyplax arctica) è un animale estinto di incerte affinità, vissuto nel Cambriano inferiore (circa 520 milioni di anni fa). I suoi resti sono stati ritrovati in Groenlandia, nel giacimento di Sirius Passet.

## Descrizione
Questo animale è conosciuto attraverso i resti di alcune strutture, denominate scleriti, che in vita ricoprivano l'intero organismo. Queste scleriti, originariamente calcaree, sono ora costituite da silice. Il principale tipo di sclerite era costituito da una struttura a simmetria bilaterale, fortemente arcuata, con uno scudo ovale e un rostro prominente. Altri sette tipi di scleriti, di forma e dimensioni varie, sono state ritrovate in numero minore.
Gli studiosi hanno ipotizzato due possibili ricostruzioni dell'organismo, basandosi su una diversa disposizione delle scleriti: la prima ipotesi mostra un organismo appiattito, con il dorso ricoperto da scleriti sovrapposte a costituire una solida armatura, mentre la seconda ricostruzione mostra un organismo allungato a simmetria bilaterale, o forse a simmetria radiale, con le scleriti poste lungo i margini laterali.

## Classificazione
Scleriti simili alle strutture principali di Trachyplax sono state rinvenute in strati che vanno dal Siluriano al Carbonifero, e appartengono a molluschi multiplacofori; le altre scleriti di Trachyplax, però, non assomigliano a strutture di alcun organismo noto. Gli studiosi che hanno descritto l'organismo hanno ipotizzato che questo animale fosse effettivamente imparentato con i molluschi multiplacofori, ma è probabile che Trachyplax non fosse strettamente correlato con nessun organismo attuale.